# 澤原昇
澤原 昇（さわはら のぼる、1984年 - ）は、編集者、日経トレンディ編集長。

## 人物
東京都豊島区巣鴨出身。晋遊舎のMONOQLOなどモノ雑誌、書籍編集者を経て、「日経トレンディ」編集部に在籍。2022年1月からは編集長に就任。
家電や日用品などを扱うモノ系の記事や副業や株などマネー系など幅広いジャンルで記事を執筆しており、有識者として情報番組へ露出することも多い。